# محمود احمدی میانجی
محمود احمدی میانجی (زاده ۱۳۴۰) روحانی اهل ایران است. وی عضو هیئت علمی جامعه المصطفی العالمیه می‌باشد. وی همچنین ریاست مرکز تخصصی علوم حدیث حوزه علمیهٔ قم و مرکز جهانی علوم اسلامی انصار طه را بر عهده دارد.

## زندگی‌نامه
محمود احمدی میانجی در سال ۱۳۴۰ در شهرستان میانه استان آذربایجان شرقی به دنیا آمد. وی در محضر عموی خود علی احمدی میانجی رشد یافت. وی سپس وارد حوزه علمیه قم شد. وی در حال حاضر دارای مدرک سطح چهار حوزهٔ علمیه می‌باشد.

## تالیفات
1. آثار گناه در قرآن و روایات ونحله‌های مهم کلامی – پایان‌نامه دکتری
2. سیره اهل بیت – چاپ سازمان حوزه‌ها و مدارس علمیه خارج از کشور
3. فضایل الصحابة – چاپ سازمان حوزه‌ها و مدارس علمیه خارج از کشور
4. تاریخ زندگانی پیامبر – چاپ جامعة الرسول الاکرم
5. آموزش عقاید (دوره تمهیدی) – چاپ جامعة الرسول الاکرم
6. درسنامه اخلاق – چاپ جامعة الرسول الاکرم
7. تاریخ زندگانی اهل بیت – چاپ جامعة الرسول الاکرم
8. درسنامه اندیشه اسلامی ۳ (امامت‌شناسی) – مدرسه تخصصی فقه و اصول
9. درسنامه اصول فقه مقارن – چاپ مدرسه تخصصی فقه و اصول
10. اهل بیت در تفاسیر اهل سنت – متنشر نشده‌است.[۲]